# Lew Wasserman
Lewis Robert Wasserman (Cleveland, 22 de março de 1913 - Beverly Hills, 3 de junho de 2002) foi um produtor e executivo estadunidense. Ele foi presidente e executivo-chefe da MCA Inc., controladora da Universal Studios.

## Vida pessoal e morte
Wasserman era casado com Edith "Edie" Beckerman, que também era judia. Durante seu apogeu nas décadas de 1960, 1970 e 1980, eles ficaram conhecidos como o "rei e a rainha de Hollywood". Permaneceram casados por 65 anos até a morte de Wasserman em 2002.
Foi enterrado no Cemitério Hillside Memorial Park em Culver City. Em 5 de outubro de 2007, ele foi homenageado postumamente com uma estrela na Calçada da Fama de Hollywood.

## Na cultura popular
Wasserman foi interpretado por Stewart Bick no telefilme de 2003 The Reagans, por David Eisner em A Verdadeira História de Martin & Lewis de 2002, e por Michael Stuhlbarg em Hitchcock (2012). Também foi tema de um documentário intitulado The Last Mogul em 2005, do diretor Barry Avrich.